# Санді-Крік (Північна Кароліна)
Санді-Крік (англ. Sandy Creek) — місто (англ. town) в США, в окрузі Брансвік штату Північна Кароліна. Населення — 248 осіб (2020).

## Географія
Санді-Крік розташоване за координатами 34°16′53″ пн. ш. 78°9′11″ зх. д. / 34.28139° пн. ш. 78.15306° зх. д. (34.281371, -78.153121).  За даними Бюро перепису населення США в 2010 році місто мало площу 3,28 км², уся площа — суходіл.

## Демографія
Згідно з переписом 2010 року, у місті мешкало 260 осіб у 92 домогосподарствах у складі 70 родин. Густота населення становила 79 осіб/км².  Було 104 помешкання (32/км²).
Расовий склад населення:
| - 90,0 % — білих - 5,0 % — чорних або афроамериканців - 0,8 % — азіатів - 0,4 % — корінних американців |

До двох чи більше рас належало 3,1 %. Частка іспаномовних становила 1,2 % від усіх жителів.
За віковим діапазоном населення розподілялося таким чином: 26,5 % — особи молодші 18 років, 66,6 % — особи у віці 18—64 років, 6,9 % — особи у віці 65 років та старші. Медіана віку мешканця становила 37,3 року. На 100 осіб жіночої статі у місті припадало 111,4 чоловіків;  на 100 жінок у віці від 18 років та старших — 101,1 чоловіків також старших 18 років.
Середній дохід на одне домашнє господарство  становив 60 444 долари США (медіана — 45 833), а середній дохід на одну сім'ю — 69 813 долари (медіана — 57 188). За межею бідності перебувало 11,8 % осіб, у тому числі 20,7 % дітей у віці до 18 років та 2,4 % осіб у віці 65 років та старших.
Цивільне працевлаштоване населення становило 127 осіб. Основні галузі зайнятості: будівництво — 22,0 %, роздрібна торгівля — 19,7 %, виробництво — 15,0 %, публічна адміністрація — 11,0 %.